# Liste der denkmalgeschützten Objekte in Vösendorf
Die Liste der denkmalgeschützten Objekte in Vösendorf enthält die 7 denkmalgeschützten, unbeweglichen Objekte der Gemeinde Vösendorf.

## Denkmäler
| Foto |                 | Denkmal | Standort                                               | Beschreibung | Metadaten |
| ---- | --------------- | --- | ------------------------------------------------------ | --- | --- |
| ja   | Datei hochladen | Figurenbildstock Mondsichelmadonna HERIS-ID: 64837 Objekt-ID: 77602                                        | bei Kirchenplatz 1 Standort KG: Vösendorf              | Mondsichelmadonna von 1890 neben der südlichen Kirchenfassade | BDA-Hist.: Q63986389 Status: § 2a Stand der BDA-Liste: 2025-06-30 Name: Figurenbildstock Mondsichelmadonna GstNr.: .98                                                                    |
| ja   | Datei hochladen | Kath. Pfarrkirche hll. Simon und Judas Thaddäus und ehem. Friedhofsfläche HERIS-ID: 50765 Objekt-ID: 56084 | Kirchenplatz 1 Standort KG: Vösendorf                  | Der mittelalterliche westöstlich ausgerichtete dem heiligen Georg geweihte Vorgängerbau der heutigen Kirche wurde während der Türkenkriege zerstört. Die Saalkirche von 1628 wurde 1686 wieder aufgebaut. 1746 wurde die Volutengiebelfassade an der Südseite hinzugefügt, 1754 der Fassadenturm. 1823 unterzog man nach Beschädigungen die gesamte Kirche einer umfassenden Renovierung. Zuletzt erfolgte eine Innenrenovierung 1966 und eine Außenrenovierung 1995. | BDA-Hist.: Q2083278 Status: § 2a Stand der BDA-Liste: 2025-06-30 Name: Kath. Pfarrkirche hll. Simon und Judas Thaddäus und ehem. Friedhofsfläche GstNr.: .98, 354/1 Pfarrkirche Vösendorf |
| ja   | Datei hochladen | Pfarrhof HERIS-ID: 50766 Objekt-ID: 56085                                                                  | Ortsstraße 163 Standort KG: Vösendorf                  | Zweigeschoßiger Pfarrhof von 1674, 1772 bis 1773 neu aufgebaut | BDA-Hist.: Q63986388 Status: § 2a Stand der BDA-Liste: 2025-06-30 Name: Pfarrhof GstNr.: .94 Rectory, Vösendorf                                                                           |
| ja   | Datei hochladen | Schlossanlage Vösendorf HERIS-ID: 40482 Objekt-ID: 40422                                                   | Schlossplatz 1 Standort KG: Vösendorf                  | Das Schloss Vösendorf ist ein ehemaliges Wasserschloss. Der ursprüngliche Bau stammte aus dem 11. Jahrhundert. Im 16. Jahrhundert wurde das Schloss umgebaut. Die heutige Form des Schlosses geht auf den Umbau im Jahr 1808 unter Kaiser Franz II. zurück. | BDA-Hist.: Q2243894 Status: § 2a Stand der BDA-Liste: 2025-06-30 Name: Schlossanlage Vösendorf GstNr.: 481/1, 481/5, 482/1, 482/2, 482/3, 1647/26, 1650/12, 1650/5 Schloss Vösendorf      |
| ja   | Datei hochladen | Figurenbildstock hl. Johannes Nepomuk HERIS-ID: 64827 Objekt-ID: 77590                                     | bei Schlossplatz 1 Standort KG: Vösendorf              | 1746 errichtete Figur auf der Schlossbrücke mit dem Allianzwappen von Colloredo-Starhemberg am Sockel | BDA-Hist.: Q38108362 Status: § 2a Stand der BDA-Liste: 2025-06-30 Name: Figurenbildstock hl. Johannes Nepomuk GstNr.: 482/1                                                               |
| ja   | Datei hochladen | Gut Vösendorf/ehem. Meierhof mit Nebengebäuden und Figurenbildstock HERIS-ID: 64829 Objekt-ID: 77593       | bei Schlossplatz 1b Standort KG: Vösendorf             | Anfang des 19. Jahrhunderts erneuerter, im Kern barocker (?) zweigeschoßiger Rechteckbau. nördlich davon Scheunen (Ziegelbauten) und ein Schüttkasten. | BDA-Hist.: Q38108384 Status: § 2a Stand der BDA-Liste: 2025-06-30 Name: Gut Vösendorf/ehem. Meierhof mit Nebengebäuden und Figurenbildstock GstNr.: .1/1 Meierhof Vösendorf               |
| ja   | Datei hochladen | Bildstock HERIS-ID: 108325 Objekt-ID: 125759                                                               | gegenüber Schönbrunner Allee 42 Standort KG: Vösendorf | Vermutlich 1713 neu errichtetes Pestkreuz mit Bronzereliefs | BDA-Hist.: Q37812662 Status: § 2a Stand der BDA-Liste: 2025-06-30 Name: Bildstock GstNr.: 416/1                                                                                           |